# Normanella similis
Normanella similis är en kräftdjursart som beskrevs av Lang 1936. Normanella similis ingår i släktet Normanella och familjen Normanellidae. Arten är reproducerande i Sverige. Inga underarter finns listade i Catalogue of Life.